# 国際ボランティア・デー
国際ボランティアの日（こくさいボランティアのひ、英語: International Volunteer Day）は、1985年に国際連合により採択された国際デーであり、毎年12月5日である。

## オンラインでのボランティア賞受賞
国連ボランティアは、オンラインボランティアサービス という組織があり、直接オンラインでボランティアを提供することができるサービスならびにアドバイスがある。
オンラインでのボランティアの貢献に向け、 持続可能な開発目標に向けて、ショーケースを多くの方にオンラインでのボランティアを強化できる能力の組織的差ボランティアによりスキルやノウハウをインターネット上で平和と開発プロジェクトを共有する。